# Napoli Teatro festival Italia

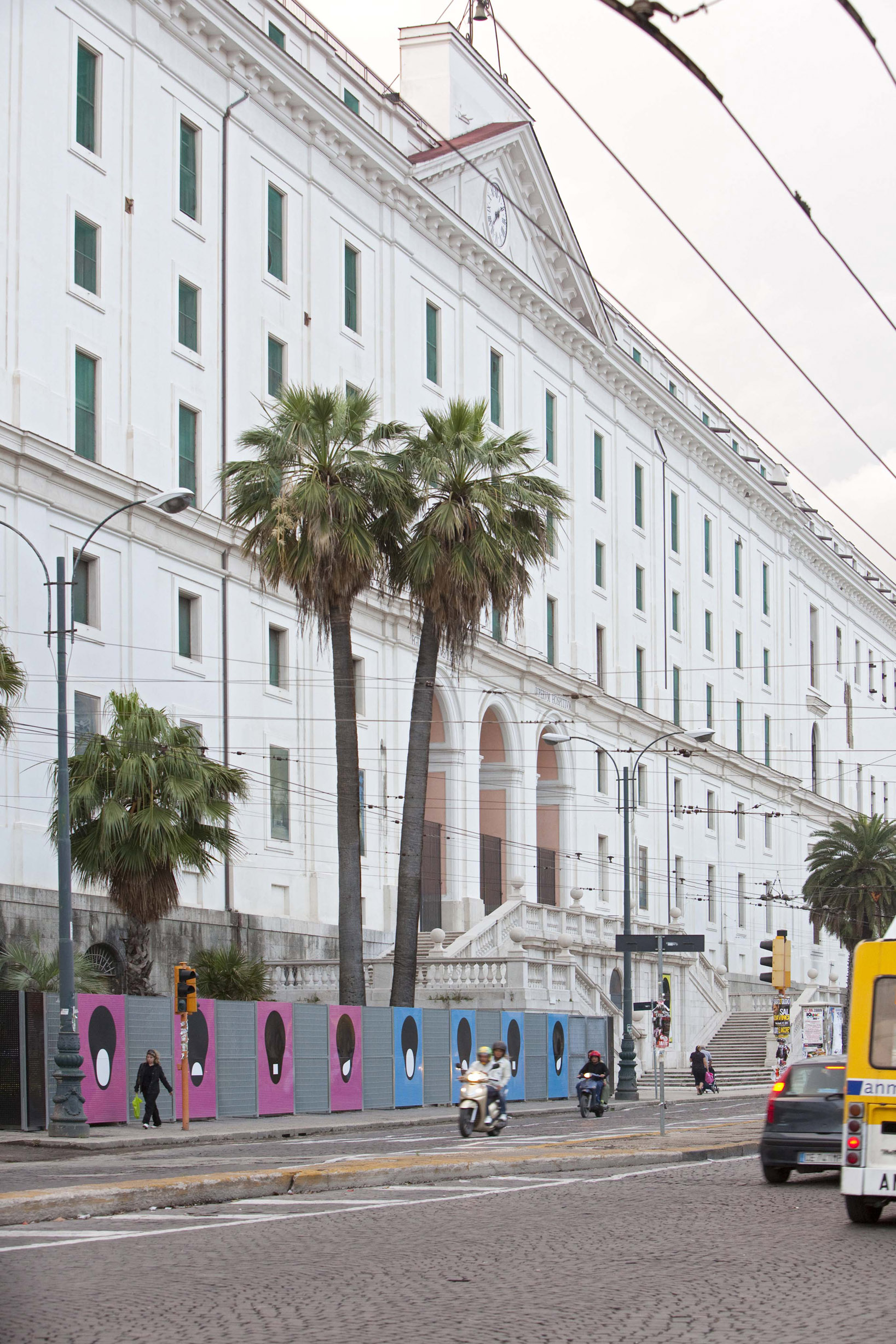
Le Real Albergo dei Poveri pendant le Napoli Teatro Festival Italia

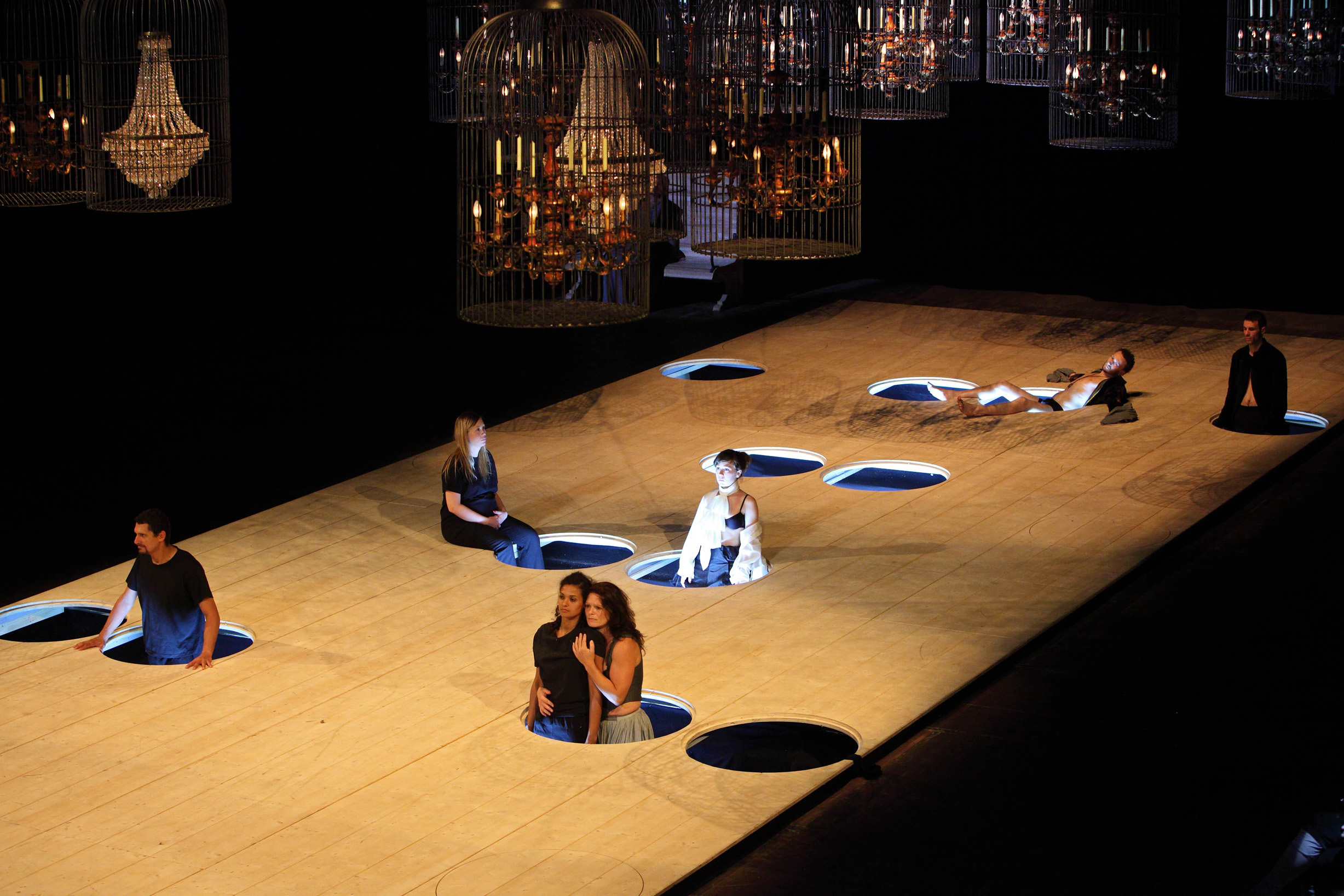
Trilogia della Villeggiatura de Carlo Goldoni, adaptation Letizia Russo et Antonio Latella, mise en scène de Antonio Latella, production Schauspiel Koln

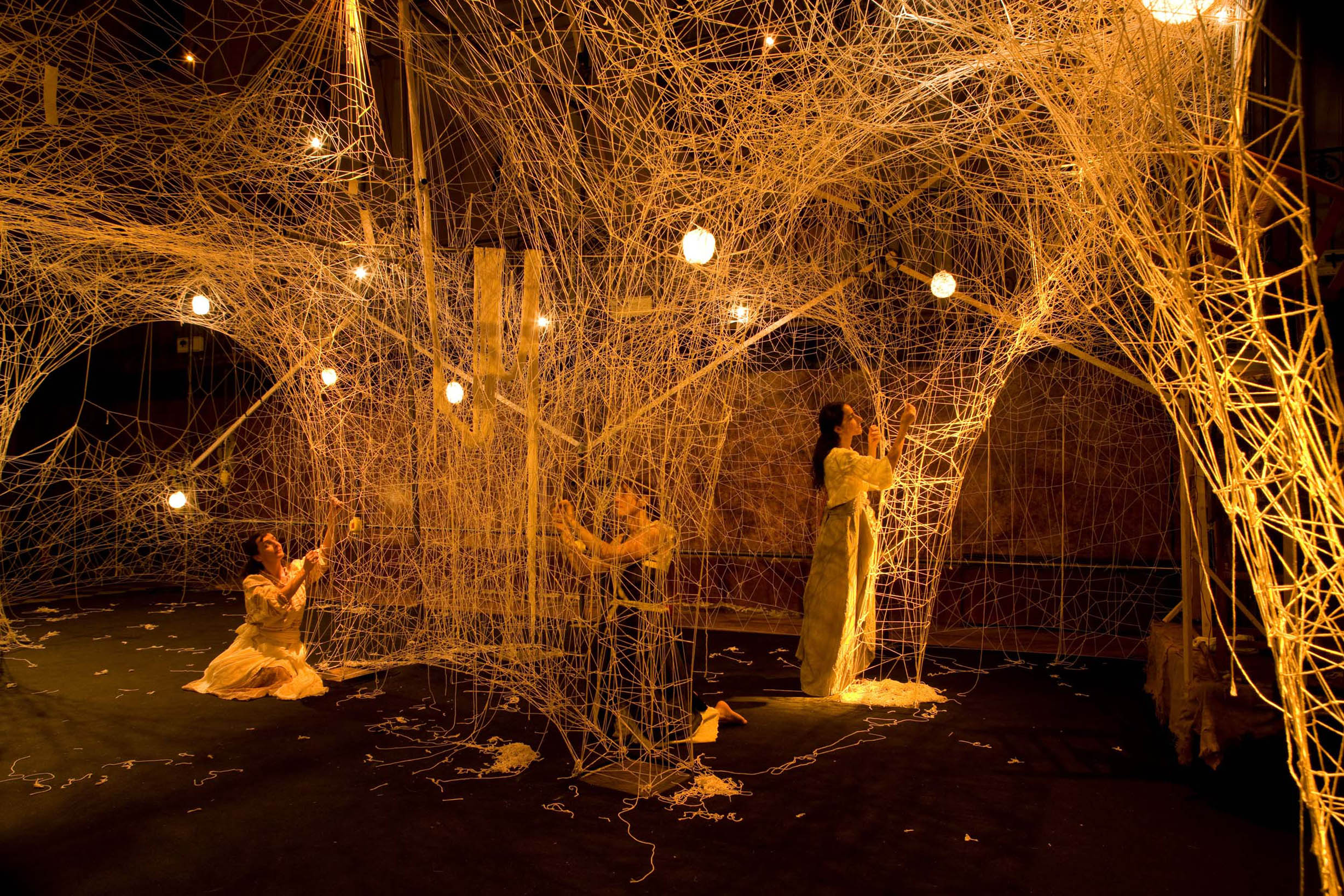
Cosa deve fare Napoli per rimanere in equilibrio sopra un uovo, de Enrique Vargas, mise en scène de Enrique Vargas

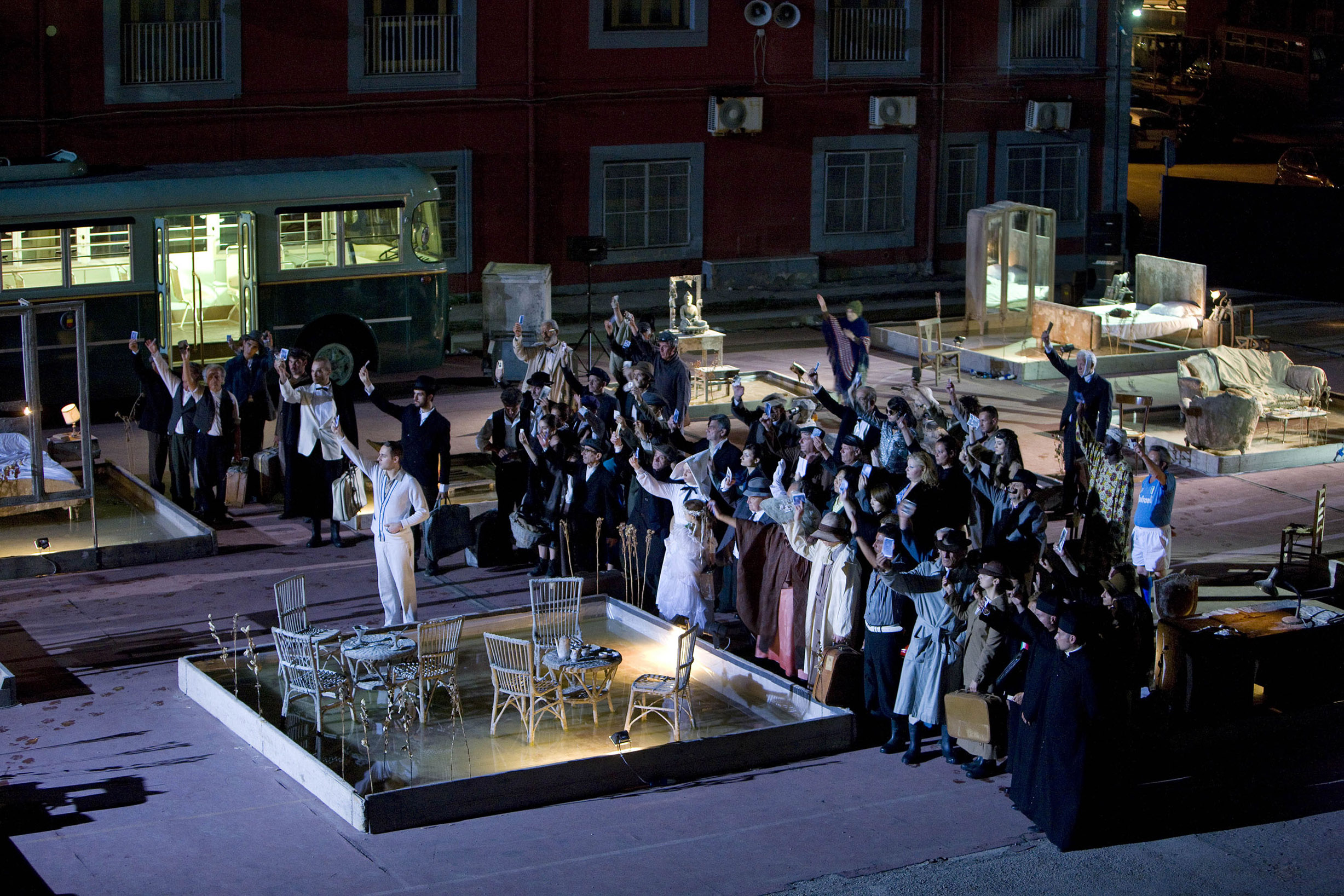
Proprio come se nulla fosse avvenuto. mise en scène à la Darsena Acton de Naples, de Roberto Andò

Le Napoli Teatro Festival Italia est un festival de théâtre qui se déroule chaque année, habituellement en juin, dans la ville de Naples, en Italie.

En 2011, lors de sa quatrième édition, le festival se divise en deux saisons, une estivale en juin-juillet et une automnale en septembre-octobre. L’organisation du festival sélectionne, produit et commande des spectacles théâtraux, des expositions et des performances artistiques qui intéressent les artistes de chaque partie du monde, visant à l’élaboration et à la représentation de compositions au caractère international et multiculturel. Outre les activités qui concernent le spectacle, le Festival propose également la création de partenariats avec des institutions culturelles nationales et internationales pour atteindre à la réalisation de projets et créations tels que la promotion d’activités de formation et de perfectionnement professionnel, la valorisation de sites monumentaux historiques et d’archéologie industrielle, choisis pour la représentation des spectacles. De plus, le Festival encourage et produit la Compagnie théâtrale européenne, la première formation théâtrale d’acteurs professionnels résidents dans l’Union européenne.

## Historique
En 2006, le Ministero per i Beni e le Attività Culturali établit un avis pour la réalisation d’un festival de théâtre de niveau international qui aurait pu être confronté avec les modèles européens déjà enracinés, tels que le Festival international d'Édimbourg et le Festival d’Avignon. À l’avis participèrent plusieurs villes italiennes de grande tradition théâtrale, Milan, Venise et Gênes, mais le choix tomba sur Naples. Pour la direction artistique et l’organisation générale fut appelé Renato Quaglia, déjà directeur de la Biennale de Venise.

## Les éditions
La première édition, en juin 2008, a vu la participation de plus de 2000 artistes résidents dans 17 différents pays. Les œuvres originelles, réalisées expressément pour le Festival, ont été 17, sur un total de 40 au départ. La deuxième édition du Festival a été enrichie avec l’introduction d’un Festival d’Outre-mer (avec la collaboration du théâtre San Carlo de Naples) et d’un Fringe Festival. En chiffres, 83 ont été les spectacles mis en scène avec la participation d’artistes de 24 pays et plus de 70 000 spectateurs.

## Les lieux
Le Napoli Teatro Festival Italia est un événement qui se déroule sur toute l’aire métropolitaine de la ville de Naples: c’est pourquoi les représentations théâtrales ne sont réalisées pas seulement dans les théâtres de la ville (Teatro di San Carlo, Teatro Bellini, Teatro Mercadante, Teatro stabile di Napoli), mais également dans des structures non-théâtrales. L’Albergo dei Poveri, par exemple, est devenu désormais l’un des lieux du Festival le plus aimé, mais expressément pour l’occasion de spectacle, également d’autres plateaux célèbres ont été choisis, tels que la Darsena d’Acton, le toit de l’Accademia delle Belle Arti de Naples, les Sotterranei de Naples (il s’agit de galeries et de cavités du sous-sol, restes de l’ancienne ville de Naples), les églises et les monuments historiques.

## Les laboratoires
À partir déjà de sa première édition, le Napoli Teatro Festival Italia a voulu s’intéresser également à l’apprentissage de l’art théâtral, en organisant des laboratoires dirigés par quelques-uns des participants au Festival. En 2008 a été fondé, avec la collaboration du Royal National Theatre de Londres, un atelier d’apprentissage dirigé par quatre dramaturges et réalisateurs de nationalité italienne et britannique : l’auteur Manlio Santanelli (it) a travaillé avec le réalisateur écossais Matthew Lenton, tandis que la dramaturge Timberlake Wertenbaker a collaboré avec le réalisateur Claudio Di Palma. La participation de tels artistes au projet du Festival a continué en 2009 avec la mise en scène de Napoli si misura con la mente de Manlio Santanelli et de Interiors de Matthew Lenton. Pour l’édition du 2009, les ateliers ont été dirigés par le Teatro de Los sentidos de Matthias Langhoff, par Nidal Al Ackha, par Lukas Hemleb. Parmi les artistes participants il y a également le Teatro de los Sentidos de Enrique Vargas, qui avait déjà été distingué pour son spectacle Cosa deve fare Napoli per rimanere in equilibrio sopra un uovo, tandis que Matthias Langhoff a dirigé l’œuvre Paradise of Working, un atelier de régie présenté comme deuxième partie de Working for Paradise, un laboratoire sur le thème du travail qui a eu lieu entre Berlin et Naples. Nidal Al Ackhar – l’un des participants au Festival en 2009 avec In front of the Embassy gate the night was long - a dirigé un atelier sur les techniques et sur les possibilités expressives de l’improvisation. Enfin Lukas Hemleb a été invité à diriger 1003 (mille et trois), un laboratoire théâtral dédié à la personne de Don Giovanni qui a intéressé également William Nadylam et la Compagnie théâtrale européenne.

## E45 Napoli Fringe Festival
À partir du 2009, sur l’initiative du festival, naît l’E45 Napoli Fringe Festival, le Festival « off » qui, déjà diffusé dans les différentes manifestations internationales, encourage l’initiative d’auteurs et d’artistes émergents. Le Fringe Festival de Naples prend son nom de la E45, la route qui, à partir de Kaaresuvanto en Finlande, arrive jusqu’à Gela en Sicile, en passant par Naples. La première édition de l’E45 a obtenu la mise en scène de 27 spectacles, choisis parmi une sélection très variée de propositions, dans des différents théâtres de la ville, dont deux ont été sélectionnées pour l’édition 2010 du Festival. L’édition 2010 de l’E45 Napoli Fringe Festival présentera 30 spectacles choisis parmi les 250 ou plus, projets originaux présentés.

## L’engagement environnemental
Le Napoli Teatro Festival Italia a rejoint les standards les plus élevés dans le domaine du développement durable et de la compatibilité environnementale : dès sa première édition le Festival a obtenu la certification demandée par la loi en vigueur ISO 14001 (sur les systèmes de gestion de l’environnement) et le règlement EMAS (le système communautaire de la gestion écologique). La gestion « verte » de la manifestation a été garantie grâce à un monitorage de l’impact environnemental de ses activités, à partir du fonctionnement des bureaux, jusqu’à la réalisation des scénographies, de la gestion des chantiers et des transports, des dépenses énergiques et d’autres facteurs polluants. Encore, le déroulement du Festival est assuré par l’emploi d’énergie solaire produite dans une installation photovoltaïque en cours de réalisation.

## La Compagnie théâtrale européenne
La Compagnie théâtrale européenne naît en 2008, sur l’initiative du Napoli Teatro Festival Italia, à la suite d'un projet de travail sur les langues et sur les thèmes de la multiculturalité et de la rencontre entre les différentes traditions théâtrales. Il ne s’agit pas d’une compagnie stable, mais plutôt d’un ensemble d’acteurs de différents pays européens, jouant chacun dans leur propre langue. Le projet est confié chaque année à un différent réalisateur et vise à la mise en scène d’une représentation promue et produite par le Napoli Teatro Festival Italia. En 2008, la Compagnie théâtrale européenne a été confiée à Virginio Liberti et Annalisa Bianco qui ont réalisé Les Troyennes. En 2009, c’est David Lescot qui a été chargé d’écrire et de diriger la régie de l’Européenne, une coproduction avec le théâtre de la Ville de Paris. Pour l’édition du 2010 ce sera le tour du réalisateur anglais Alexander Zeldin de mettre en scène Roméo et Juliette, en coproduction avec le théâtre de la Ville de Paris, le National Theatre Studio de Londres et le Teatro stabile de Naples, avec des artistes italiens, anglais et des immigrés de deuxième génération qui appartiennent aux communautés résidentes depuis plusieurs années en Italie.